# Pachymerocerista
Pachymerocerista is een geslacht van wantsen uit de familie van de Miridae. Het geslacht werd voor het eerst wetenschappelijk beschreven door Carvalho & Gomes in 1971.

## Soorten
Het genus bevat de volgende soorten:

- Pachymerocerista manauara Carvalho, 1985
- Pachymerocerista pilosus (Carvalho, 1947)